# Болотово (Тутаевский район)
Болотово — деревня в Тутаевском районе Ярославской области России. В рамках организации местного самоуправления входит в Левобережное сельское поселение, в рамках административно-территориального устройства — относится к Борисоглебскому сельскому округу.

## География
Расположена на берегу реки Песохоть в 5 километрах к северу от райцентра города Тутаева.

## История
В 1 км на север от деревни на погосте Ломин в 1783 году был построен каменный храм с ярусной колокольней на пожертвования княгини И.М. Юсуповой и поручика Л.И. Глебова. Престолов было четыре: во имя Рождества Христова; во имя Пророка Илии; во имя святителя Николая, архиепископа Мир Ликийских, чудотворца; во имя Жен-Мироносиц. 
В конце XIX — начале XX века деревня Болотово с погостом Ломин входила в состав Богородской волости Романово-Борисоглебского уезда Ярославской губернии.
С 1929 года деревня входила в состав Борисоглебского сельсовета Тутаевского района, с 2005 года — в составе Левобережного сельского поселения.

## Население
| 1859 | 2002 | 2007 | 2010 |
| ---- | ---- | ---- | ---- |
| 98   | ↘33  | ↗39  | ↘27  |

## Достопримечательности
Близ деревни на погосте Ломин расположена недействующая Церковь Рождества Христова (1783).